# Musée du terrain d'aviation militaire de Condé-Vraux
Le musée du terrain d'aviation militaire de Condé-Vraux, situé sur le territoire de la commune de Vraux (Marne) est un musée rassemblant des collections organisées sur le thème des aviations militaires de la Seconde Guerre mondiale ayant stationné sur le terrain aménagé à Vraux un peu avant la guerre.

## Le musée
Le musée, aménagé dans un corps de ferme situé au cœur du village de Vraux, relate l'activité du terrain de délestage de la base aérienne 112 de Reims pendant la dernière guerre.
Il a été inauguré le 16 juillet 1994 en présence d'un certain nombre de personnalités, parmi lesquelles le colonel Jean Bachelard commandant la base aérienne 112 de Reims (1993-1995) et des vétérans des unités de la Royal Air Force. À cette époque, le musée disposait de quatre salles d'exposition (cinq de nos jours) présentant chacune une thématique différente :
- la salle Ronald Bright, par où débute la visite, simule l'intérieur d'une maison champenoise traditionnelle, les pilotes de la Royal Air Force ayant dû vivre parmi la population dans les granges et les greniers des fermes du village, ce qui explique que des objets usuels de l'époque y soient présentés ;
- la salle dite du Squadron XV illustre, quant à elle, la présence de cette formation de la RAF de septembre à décembre 1939 ;
- le grenier est consacré au Squadron 114 avec la reconstitution d'un habitat dans une grange, logement des plus sommaires avec une chambre de fortune installée dans un grenier reconstitué d'après des photographies anciennes ;
- la dernière salle, dite salle Maison rouge, est consacrée à l’aviation française, allemande et américaine avec des expositions de moteurs, de mannequins et de matériels divers tandis que certaines vitrines traitent de la période de l’Occupation.

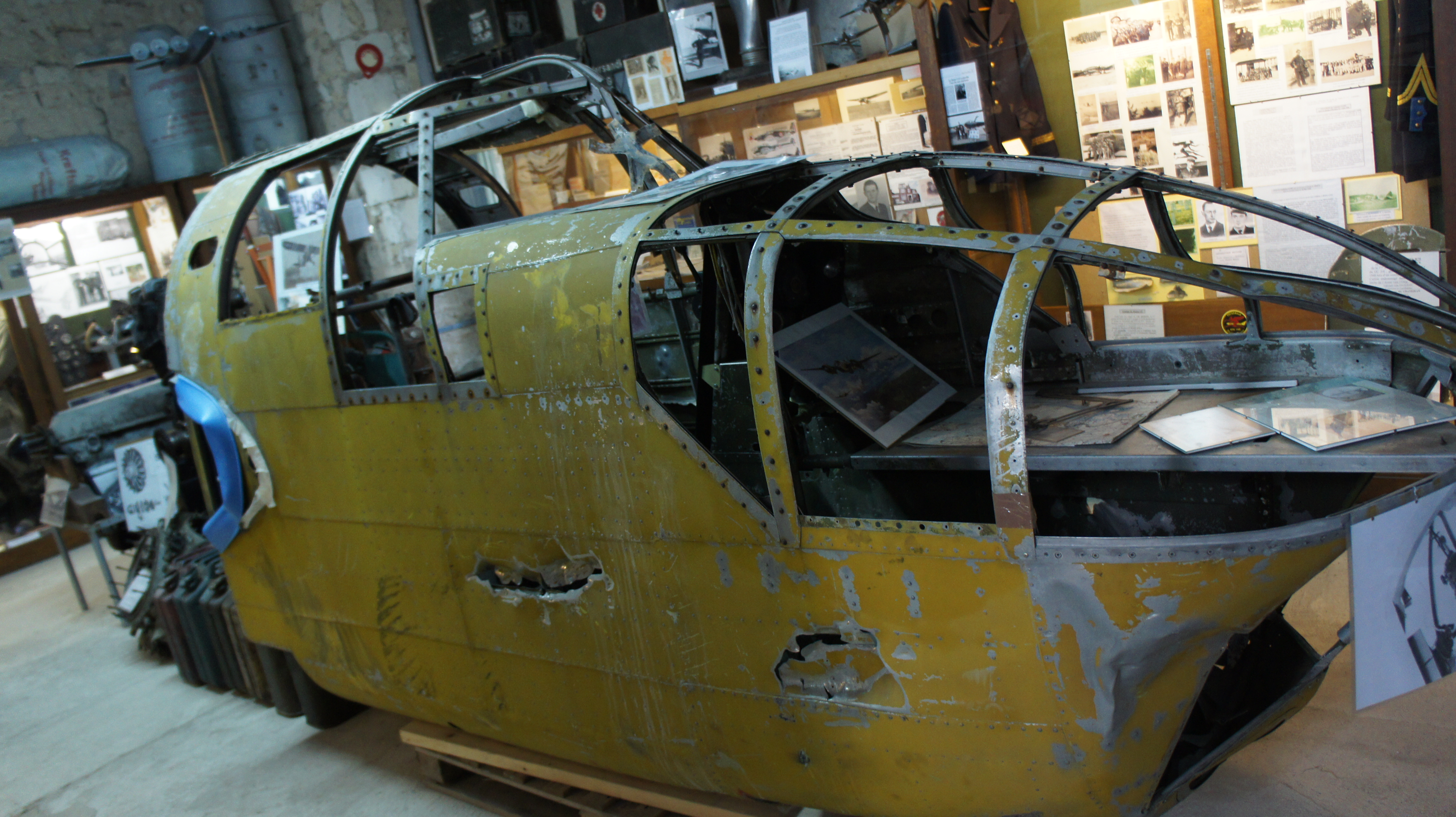
La cabine d'avion présentée au sein du musée.

Depuis, une cinquième salle a été créée, mettant également en valeur la richesse de ses collections, composées notamment de :
- pièces d’avions ;
- tenues de vol et d’uniformes ;
- de maquettes ;
- d'insignes ;
- de peintures ;
- de reproductions d’affiches.

À l'extérieur sont présentés d'une part un Max-Holste MH-1521 Broussard, appareil construit à Reims au sein des ateliers de la firme aéronautique fondée par Max Holste et, d'autre part, une cellule de chasseur Jaguar.
Présentant des pièces se rapportant au dernier conflit mondial et à l'aviation locale, le musée se veut avant tout être un lien unissant tous ceux qui aiment l'aviation, les traditions et l'histoire de l'aéronautique militaire. C'est également un excellent support pour faire connaître une période méconnue et perpétuer le souvenir d'hommes venus de Grande-Bretagne et des États-Unis et qui ont donné leur vie pour la liberté.
La visite guidée, gratuite, est assurée par des bénévoles passionnés, membres de l'association qui a été créée pour superviser l'animation des lieux : l'association Maison rouge.

## Galerie

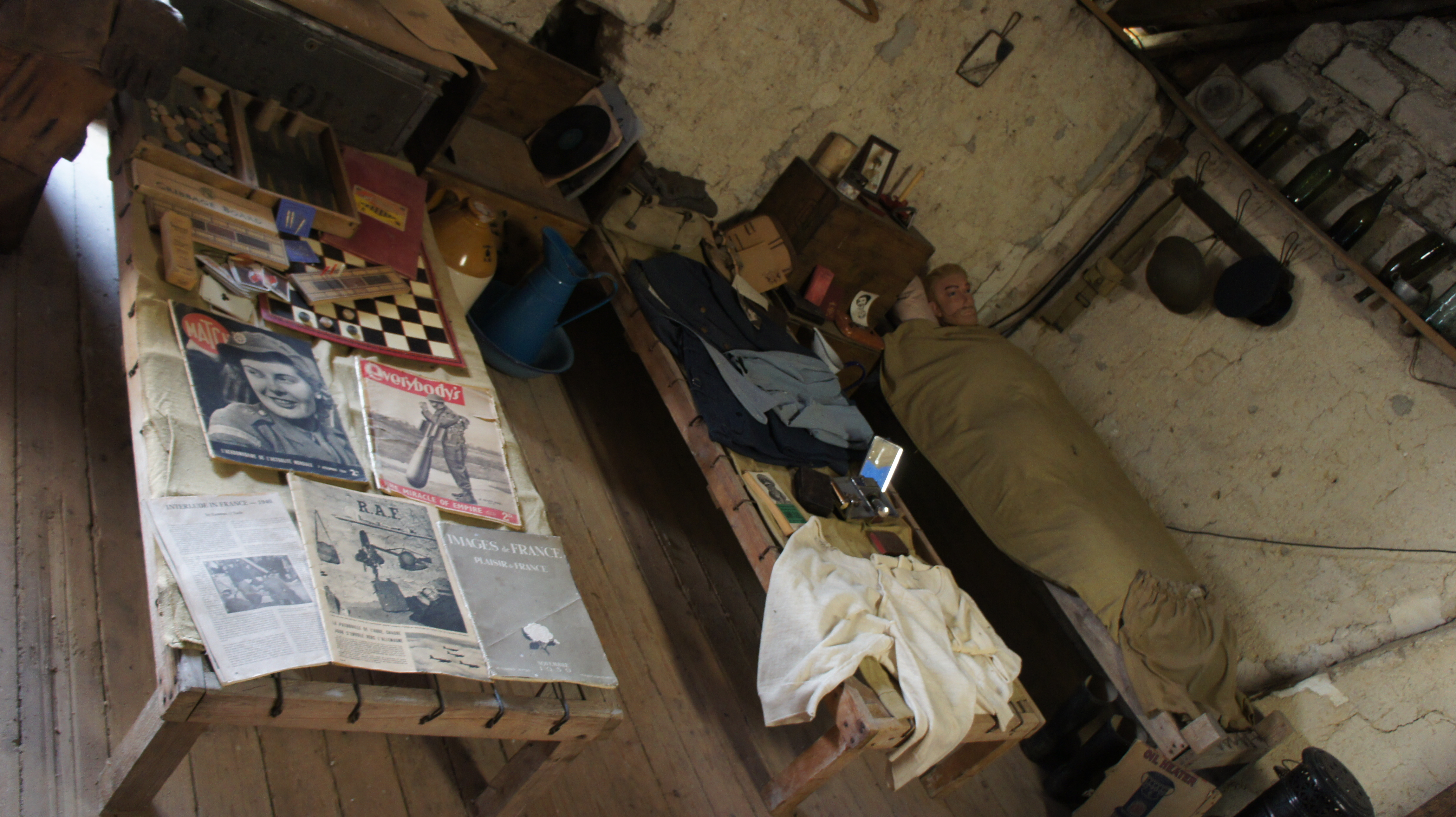
La salle située à l'étage.
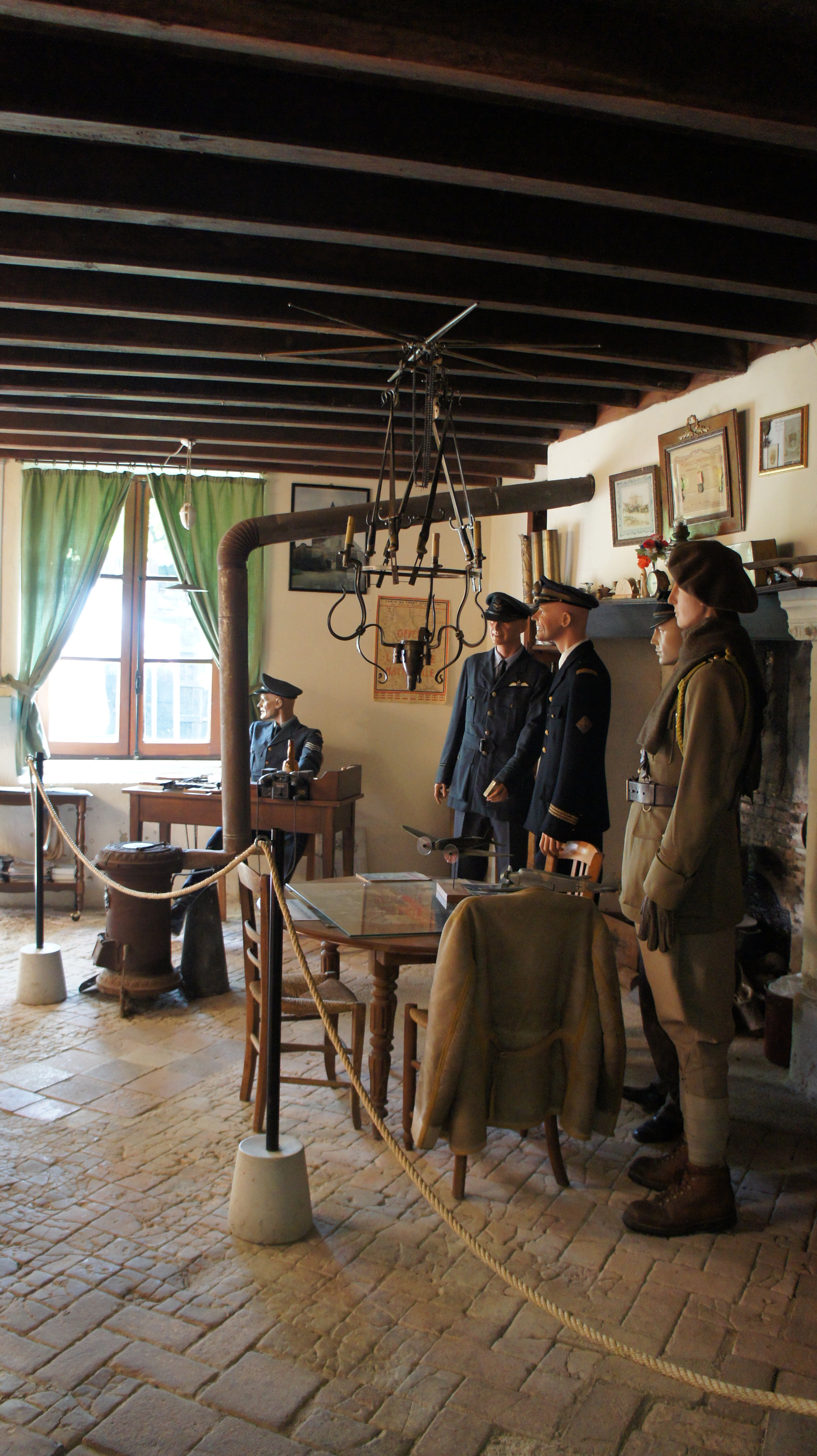
L'entrée du musée (salle Ronald Bright).
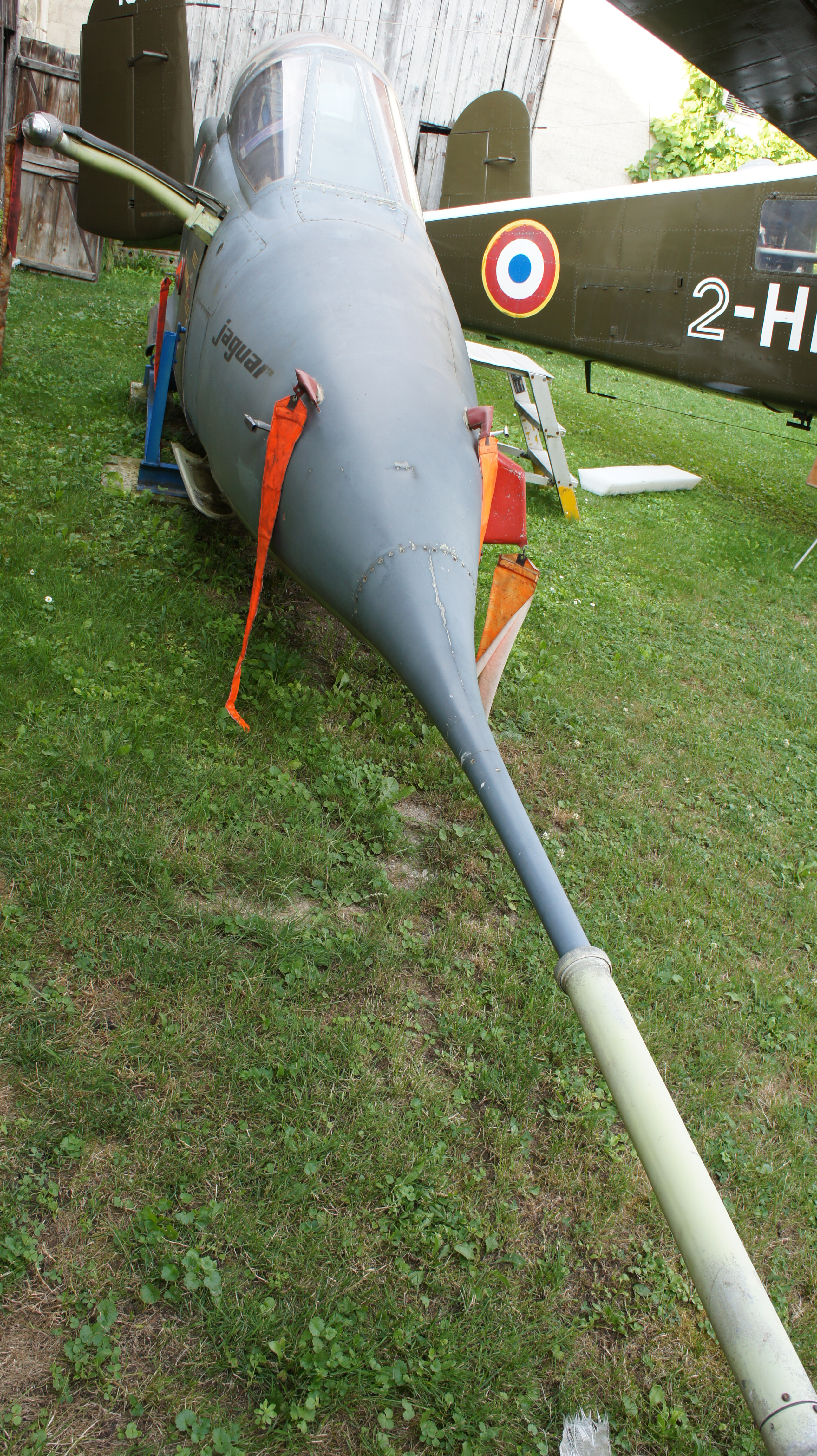
La cabine d'un chasseur Jaguar.
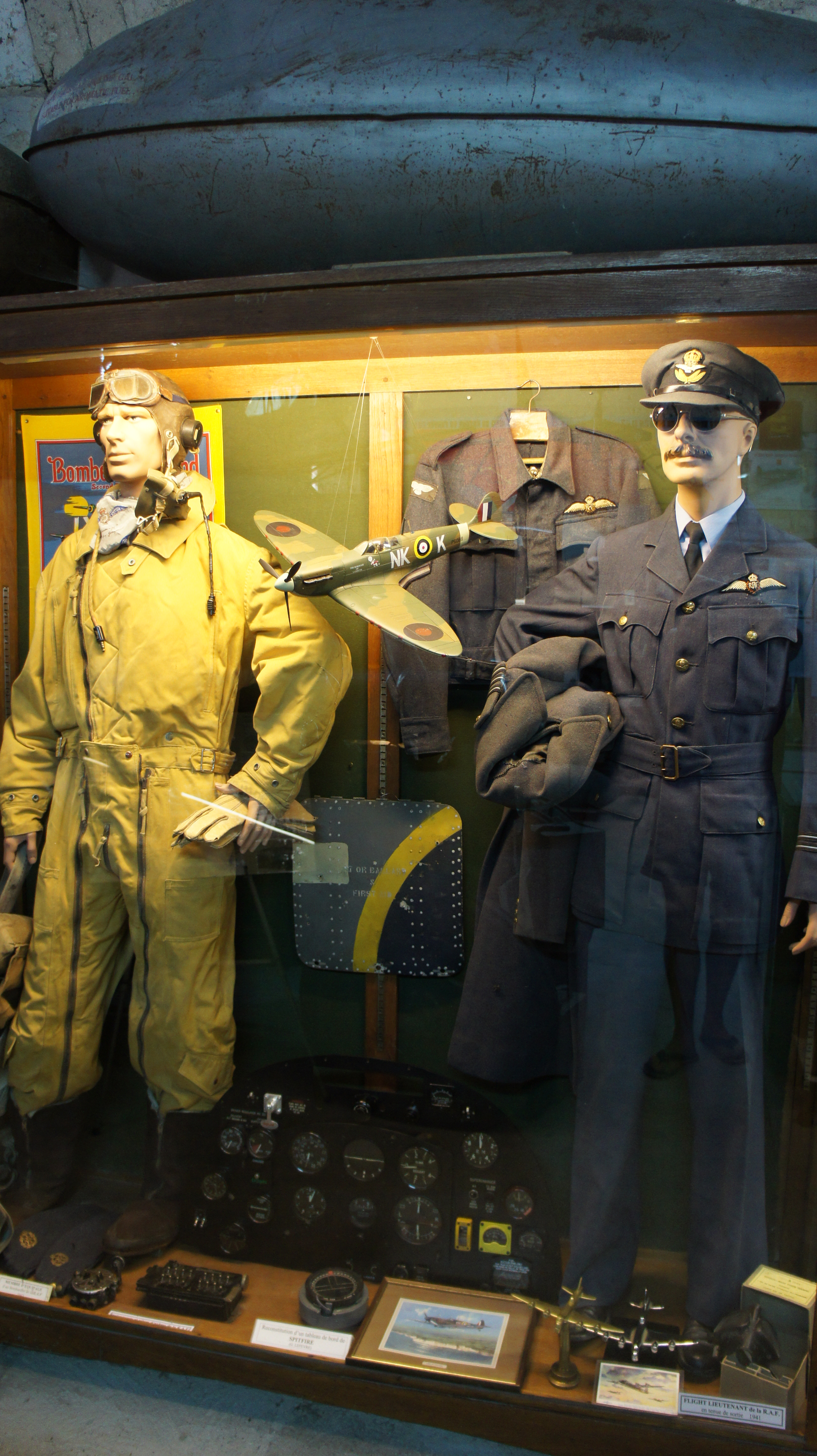
La vitrine dédiée à la Royal Air Force.
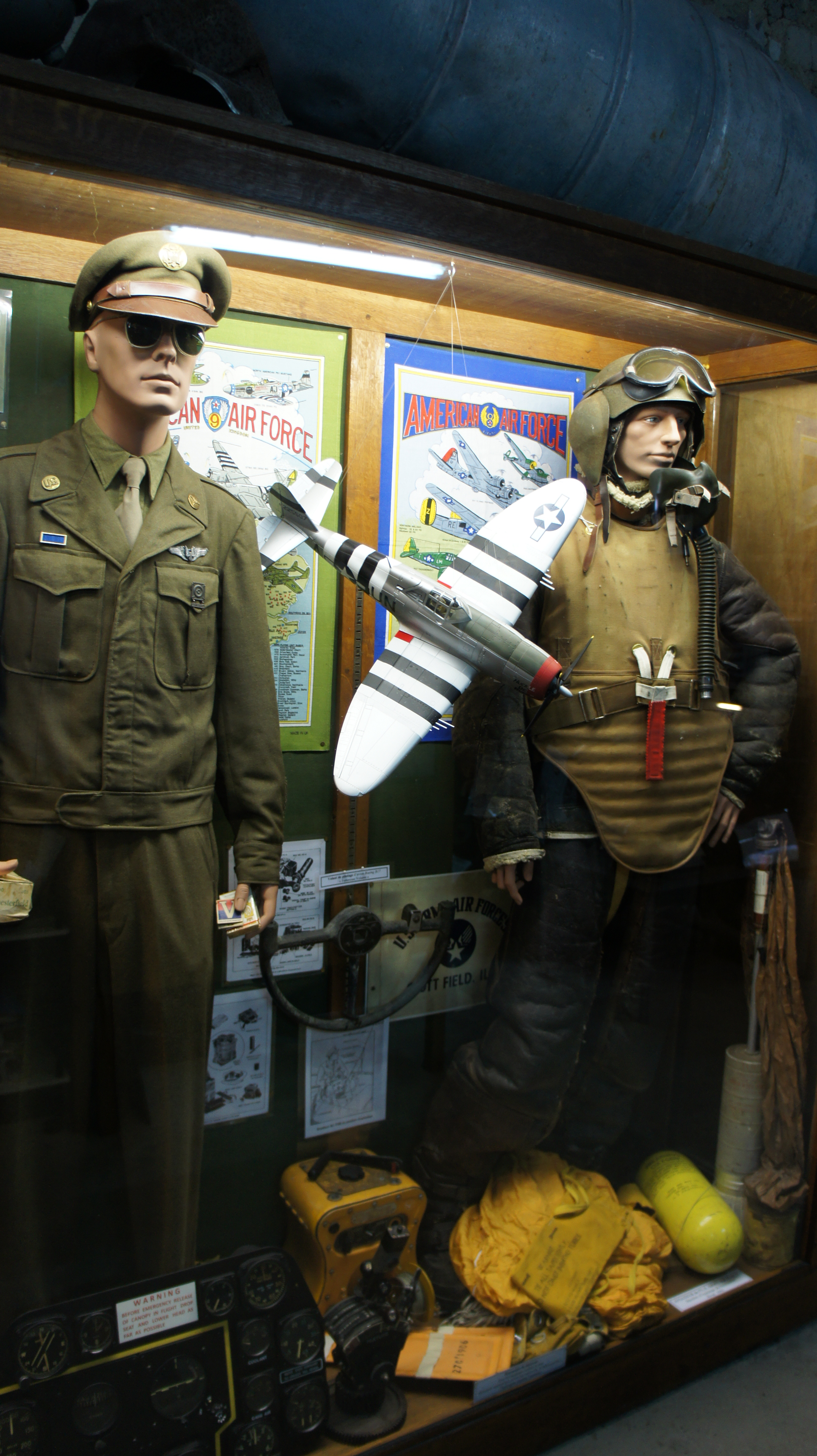
Vitrine consacrée à l'USAAF.

## Histoire du terrain d'aviation de Vraux

### Période française (1939-1939)
Initialement prévu à Condé-sur-Marne, le terrain d'aviation fut finalement réalisé sur le territoire de Vraux, d'où sa dénomination officielle de « terrain de Condé-Vraux ». Choisi dès le mois d'octobre 1935 par la direction du génie de Metz pour le compte de l'Armée de l'air (avec quatorze autres terrains), sa construction dura d'octobre 1936 à la fin de 1937 et permit l'aménagement d'un terrain de desserrement pour la base aérienne 112 de Reims, tandis qu'un bâtiment abritant un laboratoire destiné à l'exploitation des photographies aériennes lui était adjoint, la fameuse Maison rouge.
Avec la menace de guerre, le terrain fut mis pour une période de cinq ans à la disposition de l’armée (arrêté préfectoral en date du 10 février 1939) et, dès le 30 août, la compagnie de l'air 145 de la Base aérienne 111 (Mourmelon-le-Grand) arriva à Vraux pour terminer l'aménagement du site, compagnie qui s'occupa du ravitaillement en nourriture du détachement britannique jusqu'au 20 septembre 1939 et qui assura le ravitaillement technique, la garde et l'entretien de la plate-forme jusqu'au 6 octobre de la même année.

### Période britannique (1939-1940)
Conformément aux engagements de soutien militaire pris en 1936 par la Grande-Bretagne en cas de conflit avec l'Allemagne, une force aérienne d'attaque avancée (l’Advanced Air Striking Force) fut envoyée dans le nord-est de la France. Dans ce contexte, les seize Fairey Battle du Squadron XV quittèrent Abington dès le 2 septembre pour se poser sur le terrain de Bétheniville tandis que la guerre avec l'Allemagne était déclarée officiellement le lendemain. Le 4 septembre, quarante-huit aviateurs rejoignirent le terrain via Southampton, Le Havre, Paris, Rouen et Reims tandis que, le 12 septembre, le Squadron XV recevait l’ordre de s’installer à Condé-Vraux suivant les instructions reçues du Quartier Général de l'A.A.S.F. basé à Reims, au château de Polignac. La majorité du personnel dut être logée chez l'habitant, le plus souvent dans des granges et des greniers où l'inconfort régnait au début, bien vite combattu toutefois par les moyens de fortune et l'amabilité  de la population.
Les opérations commencèrent dès le 15 septembre, par des vols d'entraînement, des exercices de bombardement et des vols de reconnaissance photographique effectués au-dessus de la ligne Siegfried par les flight A et B. D'autres vols furent effectués en coopération avec l'Armée de l'air française. Le 2 novembre, le Squadron XV largua ses premières bombes de 250 livres, sur... le terrain d'exercice de Mourmelon-le-Grand. À partir de décembre, il se confirma que le Squadron XV allait être rééquipé avec des Bristol Blenheim et, le 9 décembre, le Squadron quitta définitivement le terrain de Vraux pour retourner en Grande-Bretagne.
Il incombait désormais au Squadron 114 de le remplacer, les avions civils du National Air Communication se chargeant du transport des hommes et du matériel. Venant de Wyton en quatre escadrilles de quatre avions chacune, ses seize Blenheim IV se posèrent ainsi à Vraux le 9 décembre 1939, à 13 h 10, soit à peine une heure après le départ du dernier Fairey Battle du Squadron XV. Au grand complet le 13 décembre, le squadron peut enfin commencer son entraînement, s'exerçant le 20 au bombardement lors de l'A.A.S.F. Tactical Exercice no 3 par des largages effectués entre Douai et Arras. Le très rude hiver de 1939-1940 contraignit toutefois à une suspension des vols jusqu’au 10 janvier, date à laquelle le squadron participa à un autre Tactical Exercice.
Le premier engagement aérien eut lieu le 12 janvier 1940, lorsque des avions du squadron subirent leur première attaque, surpris par la Luftwaffe lors d'un vol de reconnaissance. Dès lors et jusqu'au 10 mai 1940, le squadron dut se plier à un entraînement intensif, enchaînant exercices de bombardement et vols de nuit, ceux-ci se déroulant le plus souvent à Moronvilliers, ou à Perpignan-la-Salanque où le squadron se déplaça avec son matériel.
Aussi l'offensive générale déclenchée contre les Pays-Bas, la Belgique et le Luxembourg le 10 mai surprit-elle le Squadron évoluant ce jour-là loin de la Champagne et devant par là même regagner en toute hâte son terrain d'attache de Vraux, loin de se douter que celui-ci ferait l'objet d'un raid destructeur dès le lendemain même. Le 11 mai, à 5 h 30 du matin, alors que les mécaniciens du Squadron 114 venaient de lancer les moteurs des seize Blenheim qui étaient alors prêts pour une mission d'alerte, surgirent soudain à très basse altitude neuf Dornier DO-17 Z venus d'Allemagne. Ayant réussi à neutraliser la défense du terrain grâce à leurs mitrailleuses, leurs bombes de 50 kg parvinrent à détruire le terrain et les avions qui s'y trouvaient : seize Blenheim furent détruits ou très endommagés et une soute à carburant fut également atteinte (attaque qui fut filmée : elle fut enregistrée à bord du Dornier Do-17 Z Gustav Marie par la caméra 8 mm de l'observateur Werner Borner, et sera retenue comme témoignage de l'efficacité des bombardements à basse altitude en étant présentée au quartier général du Führer). Au Squadron 114, l'heure était désormais au bilan : de nombreux Blenheim détruits – mais qui commencèrent à être remplacés dès l'après-midi – et, également, de nombreuses bombes de 50 kg qui n'avaient pas explosé car larguées à trop basse altitude et qu’il fallait désormais neutraliser. Du côté humain, on ne dénombrait aucune victime.
Trois jours plus tard, une mission de reconnaissance fut lancée sur Sedan, Bouillon et Givonne malgré le danger représenté par les tirs de DCA légère, mission au cours de laquelle 980 livres de bombes furent malgré tout larguées sur une colonne de véhicules allemands repérée sur la route menant à Bosseval. C'est ce même jour que le squadron reçut l'ordre de transférer six de ses équipages au squadron 139 opérant à Épernay-Plivot. À quinze heures, ceux-ci reçurent l'ordre de bombarder une concentration de troupes ennemies dans le secteur de Givonne-Bouillon (dix-huit personnels engagés, huit morts ou portés disparus) soutenus dans le même temps par deux Bristol Blenheim qui avaient décollé pour la même mission (un seul devant en revenir).
À compter de cette date, les engagements se succédèrent, tels l'attaque le 16 de trois Henschel HS 126 (un abattu et un autre probablement) ou le bombardement par deux Blenheim d'une forte concentration de troupes ennemies occupant Monthern. Pourtant, malgré de nombreuses victoires, l'heure était déjà au repli des formations aériennes alliées : ainsi le terrain de Vraux dut-il accueillir pendant deux jours un groupe de Hawker Hurricane du Squadron I se repliant de Berry-au-Bac, formation qui, après une nuit en alerte et une attaque par des Heinkel 111 et des Messerschmitt 110 escortés de Messerschmitt 109, reçut l'ordre de faire mouvement vers Anglure. Un ordre similaire de repli fut donné le 18 mai aux douze Hurricane du Squadron I et aux avions du Squadron 114 qui durent rejoindre le squadron XVIII à Nantes. C'est ce même jour, vers 15 heures, que décollèrent du terrain d'Orconte près de Saint-Dizier les 3e et 4e escadrilles du groupe de chasse II/4 de l'Armée de l'air en mission de protection de zone. Survolant la région de Rethel, les onze Curtiss H.75 découvrirent alors trente bombardiers Heinkel 111 escortés de Messerschmitt 109. Au cours de cette attaque, l'avion du capitaine Régis Guieu, commandant la 3e escadrille des Diables rouges, fut sévèrement touché, attaque dont il se tira en se posant à Vraux où il fut chaleureusement accueilli par les Britanniques du 114.
Les 19 et 20 mai, le terrain et le village de Vraux sont à nouveau bombardés par des Stukas de la Luftwaffe.

### Période allemande (1940-1944)
Déserté par les Britanniques, le terrain retrouva peu à peu son calme. Utilisé occasionnellement par des Junkers Ju 87, des Junkers Ju 52 et des Fieseler Storch, il devint progressivement simple terrain de secours et servit de champ de tir aux Allemands qui le remirent cependant en état en 1943, avec une piste d'atterrissage agrandie dans la partie sud du terrain, des alvéoles aménagées dans les bois environnants afin de pouvoir camoufler les avions et une rampe électrique pour atterrissage de nuit.
D'ici au repli allemand, des Messerschmitt Me 109 G de passage utilisèrent un temps le terrain. Devant l'approche des Alliés, l'activité dut cependant être brutalement interrompue au cours de l'été 1944.

### Période américaine (1944-1945)
Libéré le 29 août par la 3e US Army du général Patton, le terrain fut remis en état et baptisé Y 45 d'après la dénomination de des US Army Air Forces. Il servit alors et jusqu'en mai 1945 au ravitaillement et aux liaisons aériennes de son armée, opérations effectuées par des avions du 19e Tactical Air Command rattaché à la 9e Air Force. Très fréquenté, le terrain supporta en permanence un AT 6 , un Douglas C 47 dénommé Sacred Cow, trois Pipper L4, un Stinson L5, un Beech UC 60,  un Cesna "Bobcat" et un Republic P-47 Thunderbolt surnommé Miss Lace.

### Après-guerre
La victoire alliée signée le 7 mai 1945 à Reims signifia la fin de l'activité du terrain de Vraux, qui n'avait désormais plus de raison d'être. Il fut ainsi rendu à sa ses origines premières : l’agriculture. Par acte de rétrocession, les anciens propriétaires des parcelles du terrain les récupérèrent ainsi à partir de novembre 1955.